# Mouhamadou Dabo
Mouhamadou Dabo (Dakar, 28 november 1986) is een Frans-Senegalees voetballer die bij voorkeur als rechtsback speelt. Hij verruilde in 2011 Sevilla voor Olympique Lyon.

## Clubcarrière
Dabo debuteerde op 7 mei 2005 in het shirt van Saint-Étienne tegen Toulouse. Na vijf seizoenen ging hij transfervrij weg bij Les Verts. Hij tekende een vierjarig contract bij Sevilla. Hij debuteerde in de Spaanse Supercopa tegen FC Barcelona. Op 30 augustus 2011 keerde hij terug naar Frankrijk. Hij tekende een vierjarig contract bij Olympique Lyon. Op 18 september 2011 maakte z'n debuut tegen Olympique Marseille.

## Interlandcarrière
Dabo speelde negen wedstrijden voor Senegal -17, waarin hij twee keer tot scoren kwam. Hij speelde zeventien wedstrijden voor Frankrijk -21.
1 Lopes ·
3 Tagliafico ·
4 Akouokou ·
6 Caqueret ·
7 Veretout ·
8 Tolisso ·
9 Orban ·
10 Lacazette  ·
11 Fofana ·
15 Tessmann ·
16 Vinícius ·
17 Benrahma ·
18 Cherki ·
19 Niakhaté ·
20 Kumbedi ·
22 Mata ·
23 Perri ·
27 Omari ·
28 Da Silva ·
31 Matić ·
34 Diawara ·
37 Nuamah ·
40 Descamps ·
55 Ćaleta-Car ·
69 Mikautadze ·
98 Maitland-Niles ·
Coach: Sage
· Keeperstrainer: Vercoutre